# Neil Ashcroft
Neil William Ashcroft (Londres, 27 de noviembre de 1938-Ithaca, 15 de marzo de 2021) fue un físico británico especializado en el estado sólido.

## Biografía

### Primeros años
Nació en Londres el 27 de noviembre de 1938 y emigró a Nueva Zelanda en 1947. Fue educado en Hutt Valley High School y completó sus estudios universitarios en la Universidad Victoria en Wellington, obteniendo una licenciatura en ciencias en 1958. Recibió su doctorado en 1964 por la Universidad de Cambridge con una tesis sobre las superficies de Fermi de los metales.

### Carrera
Después de su doctorado, completó una investigación postdoctoral en la Universidad de Chicago y en la Universidad de Cornell, donde se convirtió en profesor en 1975. En 1990 fue nombrado profesor de Física Horace White y fue elegido emérito en 2006. Se desempeñó como director del Laboratorio de Física Atómica y del Estado Sólido de la Universidad de Cornell, director del Centro Cornell para la Investigación de Materiales y como subdirector de la Fuente de Sincrotrón de Alta Energía.
Entre 1986 y 1987, se desempeñó como jefe de la división de Materia Condensada de la Sociedad Estadounidense de Física. Su libro de texto sobre física del estado sólido, escrito con N. David Mermin, es un texto estándar en este campo.

### Vida personal
Falleció en Ithaca, Nueva York, el 15 de marzo de 2021.

## Premios y honores
Fue elegido miembro de la Academia Nacional de Ciencias de Estados Unidos en 1997.
Recibió el premio Bridgman por sus contribuciones a la física de altas presiones en 2003. Desde esa fecha fue, por tanto, miembro honorario de la AIRAPT.